# Bidens amplectens
Bidens amplectens (tên tiếng Hawai: Waiʻanae Kokoʻolau) là một loài thực vật có hoa trong họ Asteraceae. It belongs tới genus Bidens, collectively called kokoʻolau hoặc koʻokoʻolau ở tiếng Hawai. Nó chỉ được tìm thấy ở rừng khô nhiệt đới Hawaii trên dãy núi Waiʻanae ở Oʻahu. Nó bị đe dọa mất môi trường sống do sự xâm lấn của cỏ dại và cháy rừng.

## Hình ảnh

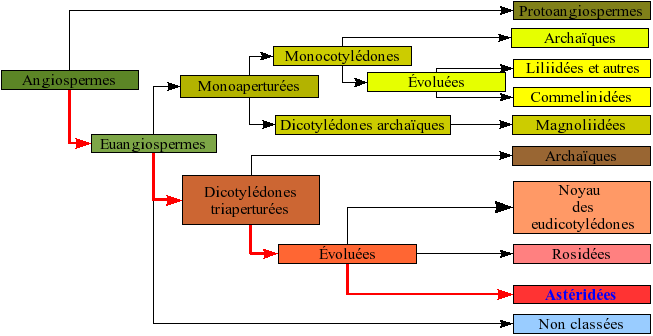
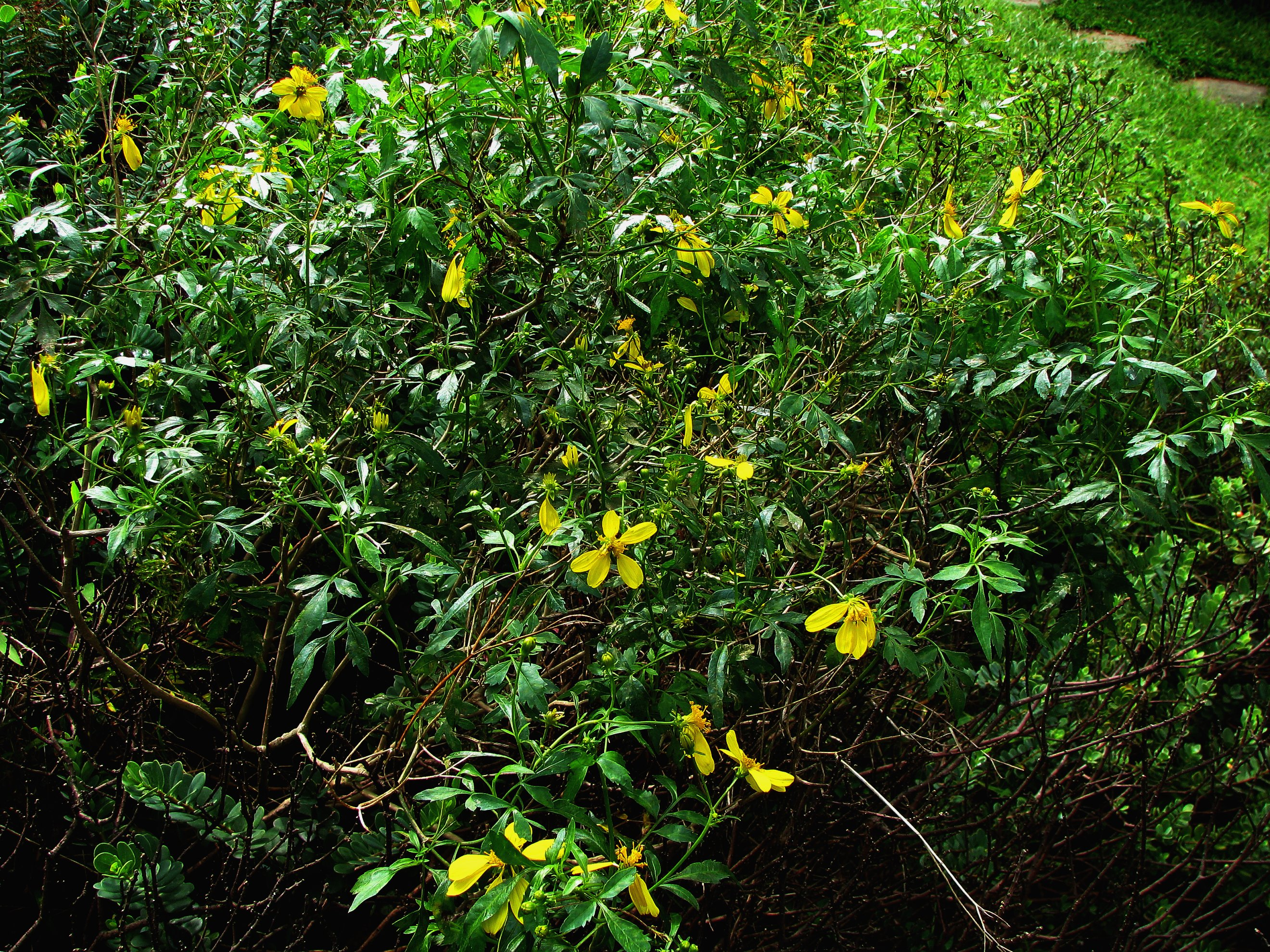
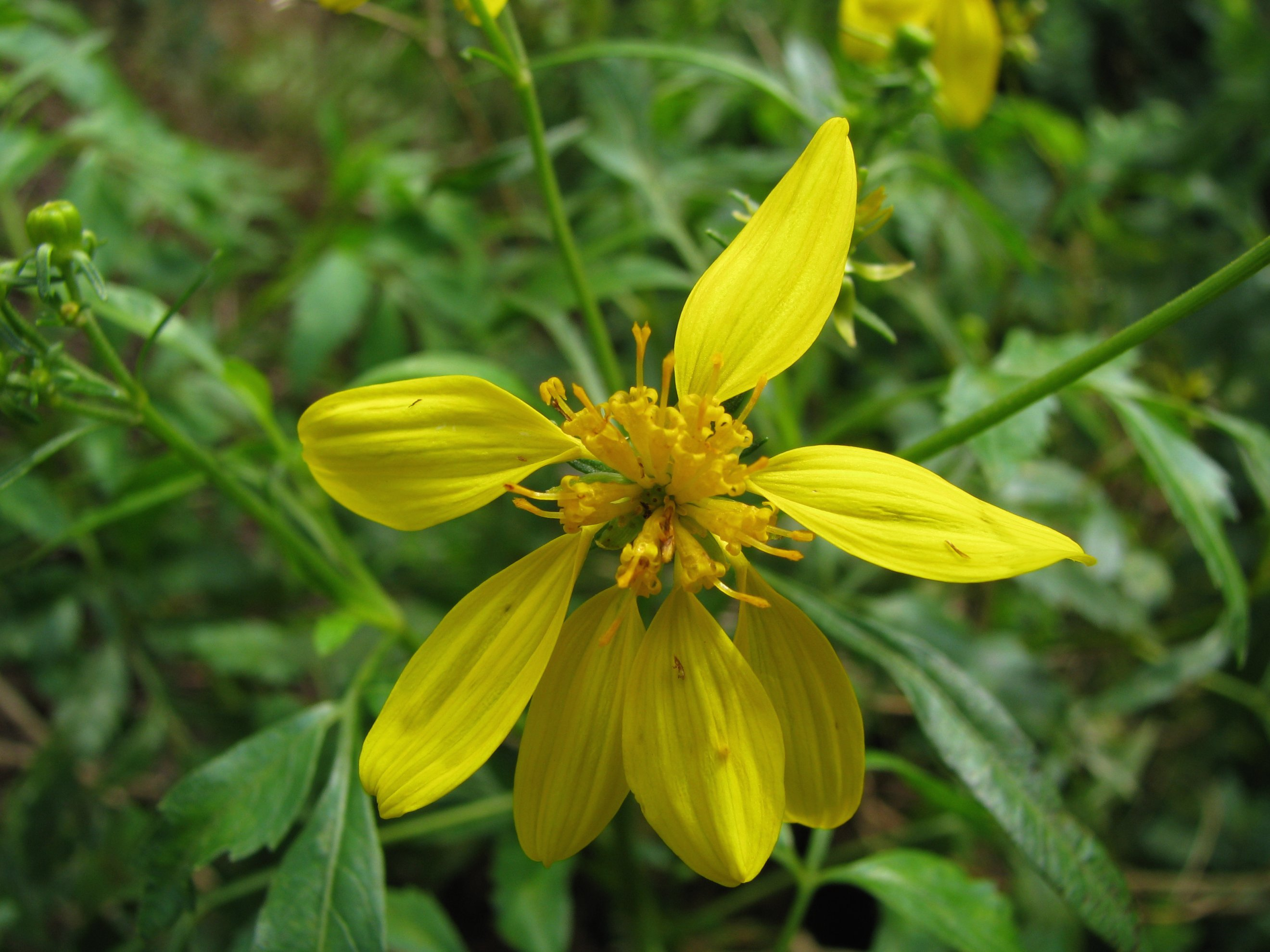
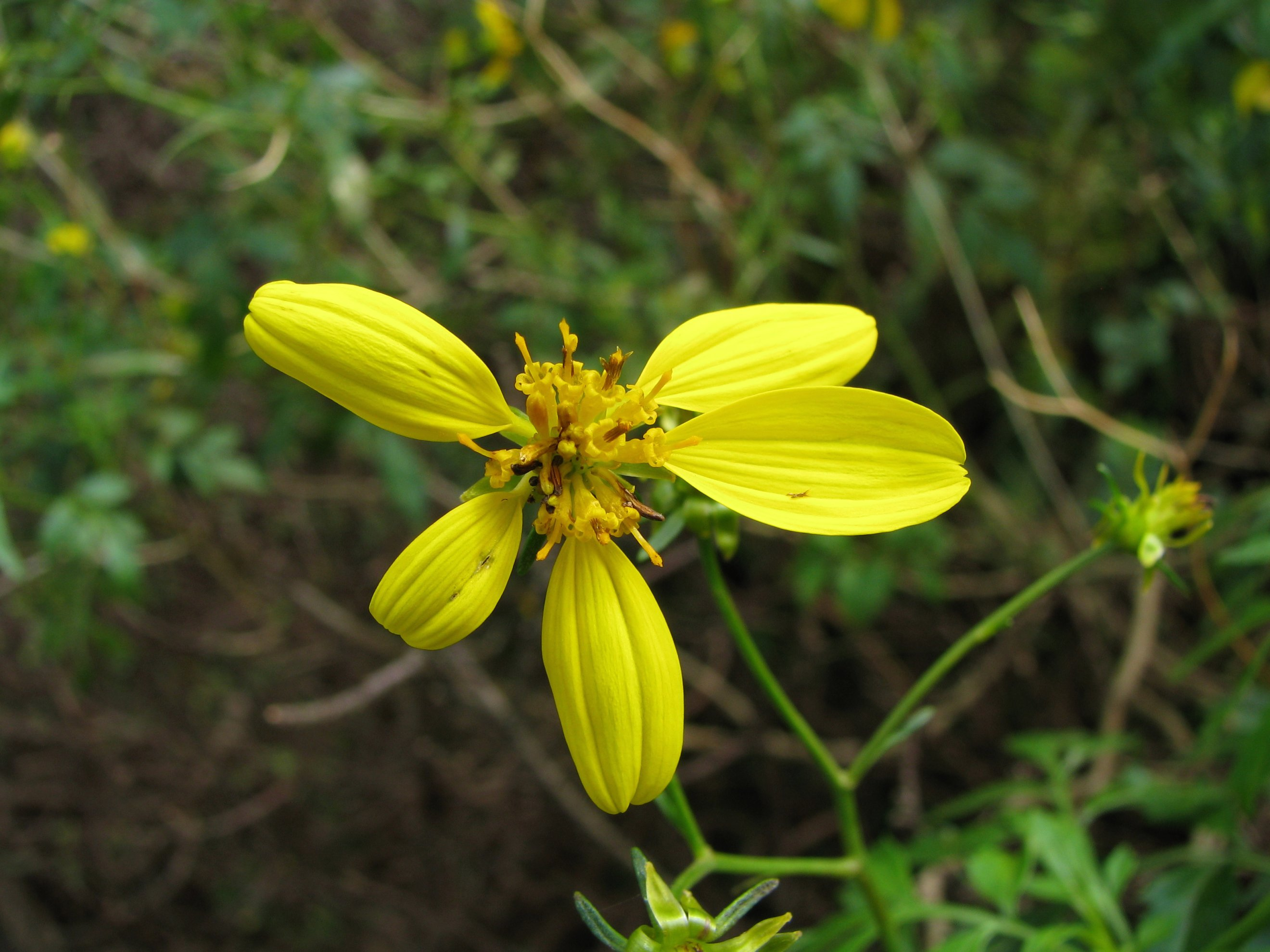